# Magnetwerkstoffe
Magnetwerkstoffe (auch Magnetische Werkstoffe) sind Stoffe, die wegen ihrer magnetischen Eigenschaften technisch genutzt werden. Die historisch gewachsene Unterscheidung stellt die Einteilung in weichmagnetische und hartmagnetische Materialien dar. Davon abgegrenzt gibt es noch Metalle und Metalllegierungen, die ferromagnetische Eigenschaften haben, wie zum Beispiel Stähle, die aber wegen ihrer mechanischen Eigenschaften beispielsweise als Konstruktionswerkstoff Verwendung finden. Zum Anfang des 20. Jahrhunderts waren die weichmagnetischen Werkstoffe auch noch mechanisch weich, die Materialien, die gute Dauermagnete ergaben, eher mechanisch hart. Diese Regel gilt spätestens seit der Entwicklung der amorphen Metalle so nicht mehr.

## Grobeinteilung

Übersichtsdiagramm Magnetwerkstoffe

Weichmagnetische Werkstoffe sind gekennzeichnet durch eine leichte Magnetisierbarkeit, die sich in einer kleinen Koerzitivfeldstärke ausdrückt. Vereinfacht ausgedrückt, können kleine äußere Magnetfelder die innere Ausrichtung der Elementarteilchen verändern. 
Hartmagnetische Werkstoffe (Dauermagnete) besitzen sehr hohe Koerzitivfeldstärken, und setzen äußeren Magnetfeldern dementsprechend einen hohen Widerstand entgegen. Eine Ummagnetisierung (bzw. Entmagnetisierung) wird nur mit sehr starken äußeren Feldern erreicht. 
Die als gängiges Einteilungskriterium für magnetische Werkstoffe verwendete Koerzitivfeldstärke Hc ist diejenige Feldstärke, bei der die von einer Aufmagnetisierung zurückgebliebene Induktion (Polarisation) wieder verschwindet. In einer Hystereseschleife stellt {\displaystyle H_{c}} den Durchgang durch die X-Achse (der Feldstärke H) dar. Die Koerzitivfeldstärke hängt weniger von dem Material selbst als mehr von Störungen im Material und der Abweichung von der Idealstruktur ab. Die Bandbreite bei {\displaystyle H_{c}} geht von 0,5 A/m bei extrem weichmagnetischen Werkstoffen bis zu ca. 2000 kA/m bei den besten Dauermagneten. Die Grenze zwischen den beiden Materialgruppen liegt bei etwa 1 kA/m.
Bei den weichmagnetischen Werkstoffen erreicht man optimale Eigenschaften, wenn die elementaren Magnetsierungsprozesse, Wandverschiebungen und Drehprozesse möglichst leicht und ungehemmt ablaufen.
Für Dauermagnetwerkstoffe wird auf verschiedenen Wegen gerade das Gegenteil angestrebt. Durch Inhomogenitäten werden Wandverschiebungen behindert, durch Kristall- und Formanisotropien versucht man Drehprozesse zu behindern. 
Weitere Unterscheidungsmerkmale für magnetische Werkstoffe sind die Sättigungspolarisation ({\displaystyle J_{s}}), die Remanenz ({\displaystyle B_{r}}) die Permeabilität {\displaystyle \mu _{r}}, die Verluste (p) sowie die Schleifenform der Hystereseschleife. Im Prinzip kann man alle diese Eigenschaften direkt oder indirekt von der Hystereschleife ableiten.
Weichmagnetische Werkstoffe sind:
- Legierungen auf Basis Eisen, Nickel und Cobalt u. a. Zusätzen, kristallin
- Legierungen auf Basis Eisen, Nickel und Cobalt u. a. Zusätzen, amorph und nanokristallin
- Pulverwerkstoffe
- Weichferrite (NiZn, MnZn)

Hartmagnetische Werkstoffe sind:
- Kobalt-Samarium (SmCo5, Sm2Co17, Sm(Co,Cu,Fe,Zr)z)
- Neodym-Eisen-Bor (NdFeB)
- AlNiCo-Legierungen
- Hartferrite auf Basis Barium, Strontium
- PtCo-Legierungen
- CuNiFe und CuNiCo-Legierungen
- FeCoCr-Legierungen
- martensitische Stähle
- MnAlC-Legierungen